# Lucilia chini
Lucilia chini är en tvåvingeart som beskrevs av Fan 1965. Lucilia chini ingår i släktet Lucilia och familjen spyflugor. Inga underarter finns listade i Catalogue of Life.